# TV Biznes
TV Biznes – pierwszy polskojęzyczny kanał telewizyjny o zagadnieniach gospodarczych. Nadawał od 1 września 2004, następnie – w wyniku decyzji strategicznych właściciela – został 18 lutego 2013 przekształcony na Polsat Biznes i później kolejno w Polsat News+. W związku z kontynuacją współpracy Telewizji Polsat z ITI Neovision 31 lipca 2014 roku został uruchomiony trzeci kanał informacyjny Polsat News 2.

## Historia
TV Biznes nadawał programy o charakterze informacyjno-publicystycznym, notowania giełdowe, począwszy od września 2004 roku. Założycielem i właścicielem stacji do lutego 2007 był prof. Piotr Chomczyński oraz Piotr Barełkowski. TV Biznes nadawał programy informacyjne ze studia w Międzynarodowych Targach Poznańskich, a większość rozmów z gośćmi odbywała się w studiu na Giełdzie Papierów Wartościowych w Warszawie. Od 8 lutego 2007 właścicielem TV Biznes była Grupa Polsat. Stacja ta została dofinansowana i unowocześniona. Od 1 października 2010 roku redakcje TV Biznes w Poznaniu i Warszawie zostały połączone, a siedziba została przeniesiona do Warszawy. Kanał zmienił też wtedy format nadawania z 4:3 na 16:9. Zrezygnowano z produkcji serwisów informacyjnych, a wszystkie programy realizowane były nadal w studiu na GPW. Od 7 czerwca 2008 roku TV Biznes współpracował z redakcją biznesową Polsat News do której przeszło kilku znanych dziennikarzy z TV Biznes. Od 19 lipca 2010 roku nadawany był równolegle z Polsat News program informacyjny Biznes Informacje. W grudniu 2011 roku doszło do zmian w kierownictwie TV Biznes. Ze stacją rozstali się Jacek Łakomy, Ryszard Gromadzki i Sławomir Brzeziński. Zlikwidowano też stanowisko szefa redakcji. Miało to służyć zacieśnianiu się współpracy TV Biznes i Polsat News. Ostatecznie 11 czerwca 2012 roku TV Biznes przeniosła się do nowego studia w siedzibie Telewizji Polsat przy ul. Ostrobramskiej. Był to ostatni etap przenosin redakcji z Poznania do Warszawy.
Stacją konkurencyjną dla TV Biznes była TVN CNBC, która istniała od września 2007 do grudnia 2013 roku.
18 lutego 2013 o godzinie 1:00 TV Biznes zakończył nadawanie, a o godzinie 5:55 tego samego dnia został zastąpiony przez stację – Polsat Biznes.

## Logo
| Okres wykorzystywania                  | Opis | Ilustracja |
| -------------------------------------- | --- | ---------- |
| 1 września 2004 – 24 października 2007 | Czerwone litery TV, z litery V wychodzi strzałka do góry. Obok liter, niebieskie słowo Biznes.                               |            |
| 25 października 2007 – 19 marca 2010   | 2 turkusowe prostokąty. W większym prostokącie granatowy glob, a w mniejszym pod dołem większego granatowe litery TV Biznes. |            |
| 20 marca 2010 – 18 lutego 2013         | Szary prostokąt, a w nim biały glob. Pod dołem pomarańczowy, mniejszy prostokąt, a w nim biały napis TV Biznes.              |            |

## Prezenterzy i reporterzy
Pracujący w redakcji na GPW w Warszawie:
- Przemysław Talkowski
- Wojciech Szeląg
- Joanna Wrześniewska-Zygier (obecnie Wrześniewska-Sieger)
- Bartosz Kurek
- Ernest Bodziuch
- Robert Bernatowicz
- Agnieszka Gozdyra
- Dominika Długosz
- Dariusz Ociepa
- Marek Wójcicki
- Daria Kwiecień
- Aleksandra Frejus-Lipowczan
- Jacek Brzeski
- Piotr Pietrzak
- Andrzej Nierychło
- Krzysztof Turowski
- Mariusz Gzyl
- Rafał Lasota
- Beata Olszewska
- Karolina Zapaśnik
- Monika Mularczyk
- Andrzej Wyrwiński
- Bartosz Musiał

Pracujący w redakcji w Poznaniu:
- Adrianna Borowicz
- Anna Ciamciak
- Maciej Stroiński
- Dagmara Prystacka
- Joanna Żabierek

Pracujący początkowo w redakcji w Poznaniu, a po jej likwidacji w redakcji w Warszawie:
- Jerzy Piasny
- Agnieszka Jabłońska-Twaróg
- Magdalena Cenker
- Daniel Puchała
- Ryszard Gromadzki
- Jacek Łakomy
- Sławomir Brzeziński

## Zasięg
Ten niekodowany kanał był nadawany poprzez satelitę Hot Bird na teren obejmujący Polskę oraz większą część Europy. Telewizja Biznes poprzez Internet obecna była także w globalnej sieci. TV Biznes dostępna była w domach około 2 milionów polskich odbiorców (zasięg techniczny), również poprzez platformy Cyfra+, Cyfrowy Polsat, n, Telewizja na kartę i Neostrada TP z telewizją oraz operatorów sieci kablowych m.in.: UPC, Vectra, Multimedia Polska, Toya i Inea. 1 lutego 2013 kanał został zakodowany w przekazie satelitarnym. Partnerami stacji byli: agencja Reuters, Polska Agencja Prasowa (serwisy informacyjne) oraz Giełda Papierów Wartościowych i Międzynarodowe Targi Poznańskie (siedziby i studia).